# Зорка Марић
Зорка Марић (Рума, 1883 — Нови Сад, 1938) била је српска друштвена активисткиња и сестра научника Милеве Марић и Милоша Марића.

## Биографија
Зорка Марић се родила у Руми, од мајке Марије Ружић и оца Милоша Марића. Мајка је потицала из имућне тителске породице, а отац је био нижи официр Аустроугарске војске из Каћа. У Руми, у којој су Марићи живели дуже од четрнаест година, он је радио као судски писар. Зорка се школовала у родном граду и у Загребу, Новом Саду, Прагу и Цириху, где је ванредно студирала биологију.
Године 1900. је са својом сестром Милевом, за коју је била веома везана, отпутовала у Цирих, да би усавршила немачки језик. Записано је да Милевин супруг Алберт Ајнштајн често позивао Зорку да долази код њих, што је она и радила. Када је брак Ајнштајнових запао у кризу, Зорка је боравила у Цириху како би се нашла сестри.
Од 1906. године била је активна чланица Добротворне задруге „Српкиња Новосаткиња”, националног и хуманитарно-просветног удружења жена из Новог Сада.
Била је најмузикалнија од свих Марића, свирала је клавир и течно говорила мађарски и немачки језик.
Није се удавала.
У Руми постоји кућа где је породица Марић живела од 1877. до 1892. године. У сусрет великом јубилеју – сто педесет година од рођења Милеве Марић – Министарство културе Републике Србије најавило је обнову те куће, у којој ће се налазити и меморијална соба.

## Галерија
- Надгробни споменик и гроб Зорке Марић
- Милош Марић,
отац Зорке Марић
- Марија Марић (дев. Ружић),
мајка Зорке Марић
- Породична кућа Марићевих
у Новом Саду